# Nélida Franco
Nélida Franco (Buenos Aires, 1917-Idem, 25 de febrero de 2017) fue una actriz de cine, radio, teatro y televisión argentina.

## Carrera
Perteneciente a una reconocida familia de actores su madre era Juana Ernesta Morandi y su padre el actor José Franco, fundador del teatro argentino e integrante de la compañía teatral "Arata-Simari-Franco". Sus primas hermanas fueron las primeras actrices Eva Franco y Herminia Franco. Su hermana Angelina no fue actriz pero se casó con un actor, el cómico Leopoldo Simari.
Nélida Franco fue una primera actriz teatral y exclusivamente radial, que incursionó en solo dos filmes argentinos junto a estrellas del momento como fueron Leopoldo Simari, Héctor Palacios, Sabina Olmos, Marcos Zucker, Floren Delbene, Miguel Gómez Bao y Gogó Andreu.
En radio hizo varios radioteatros con figuras como Santiago Arrieta, Guillermo Battaglia, entre otros.
En teatro  debutó al lado de su hermana Eva. Cumplió doble rol tanto como actriz como directora de su propia compañía a principio de los años cuarenta. Además hizo varias presentaciones en el Teatro del Pueblo. Integró varias compañías, como la de Elsa O'Connor (en 1945) y la de Helena Cortesina (en 1952). e hizo giras con Humberto Nazzari y Patricio Azcárate.
Con el transcurrir del tiempo Nélida Franco se hizo monja misionera y se alejó definitivamente del medio artístico.
Su hijo Carlos Romero Franco nacido en 1954 se dedicó a la labor de actor de doblajes.

## Fallecimiento
La exactriz Nelly Franco murió en febrero de 2017 tras complicaciones naturales en su salud.

## Filmografía
- 1936: Amalia
- 1937: Los locos del cuarto pieso
- 1938: El casamiento de Chichilo.[9]

## Radio
- 1946: La muerte está mintiendo por Radio Belgrano, con Narciso Ibáñez Menta, Niní Gambier y Consuelo Menta.

## Televisión
- 1956:  Teatro de la noche / Teatro del lunes (ep. Celos del aire junto a Rodolfo Onetto).

## Teatro
- Sobre las ruinas (1930)
- Juvenilla (1930)
- Los chicos crecen (1937).
- Yo seré como tú quieras (1937).
- No es cosa para chicas (1944), junto a María Duval.
- Mis amadas hijas (1944)
- Luz de gas (1945).
- Odioso de mi alma (1950).
- Renata me ha dado un hijo (1950).
- Treinta segundos de amor (1950).
- Mi amor y mi culpa (1951), estrenada en el Teatro Empire.
- Celos del aire (1951).
- Cuatro en el paraíso (1952)
- La machorra (1953), de Roberto Tálice.
- Doctora Julia Szabó (1953)
- Vidas privadas (1962)[10]